# Rappottenstein
Rappottenstein ist eine Marktgemeinde mit 1736 Einwohnern (Stand 1. Jänner 2025) im Bezirk Zwettl im Nordwesten Niederösterreichs, dem so genannten Waldviertel.

## Geografie

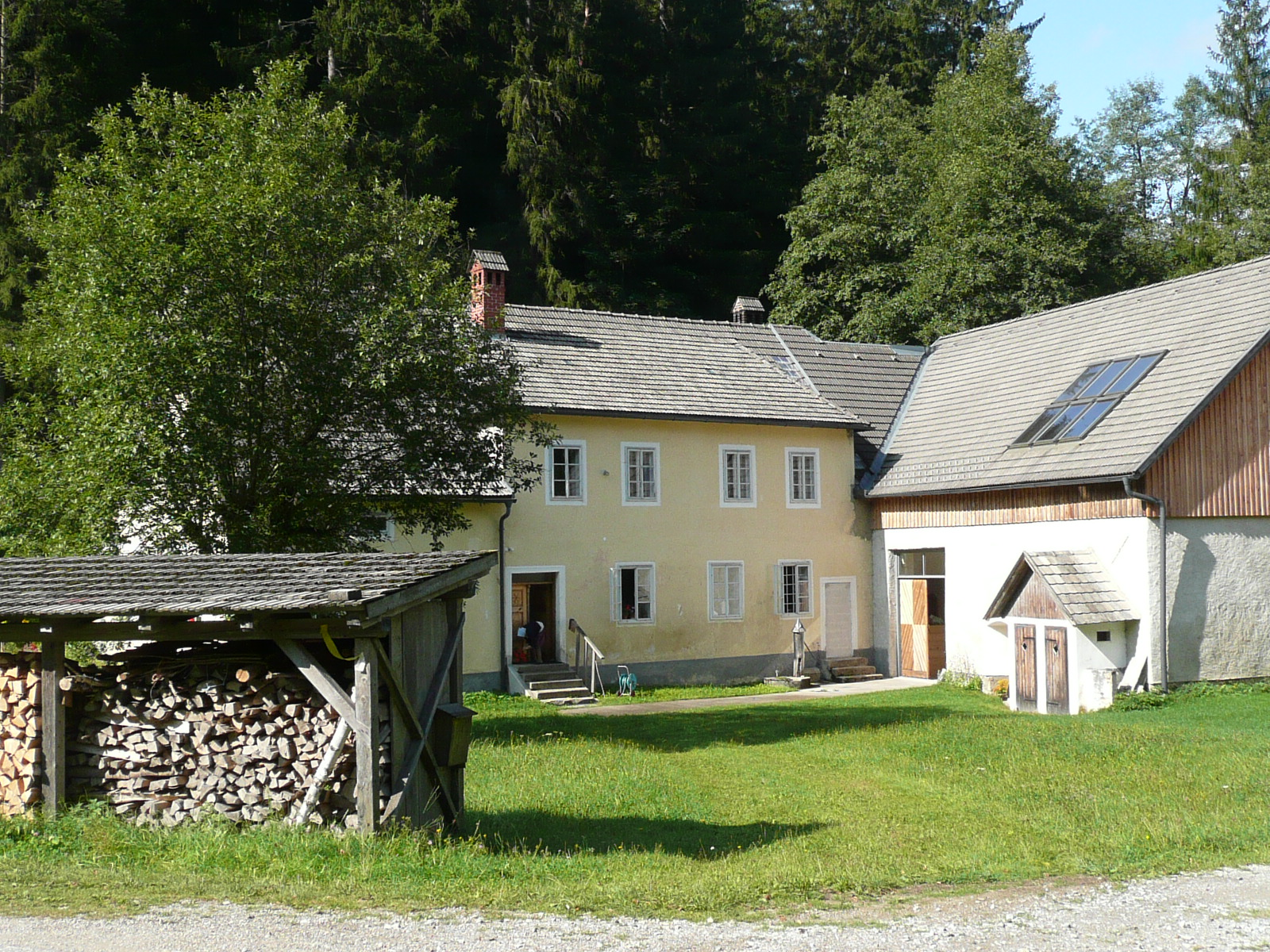
Hof unter Burg Rappottenstein, 2008

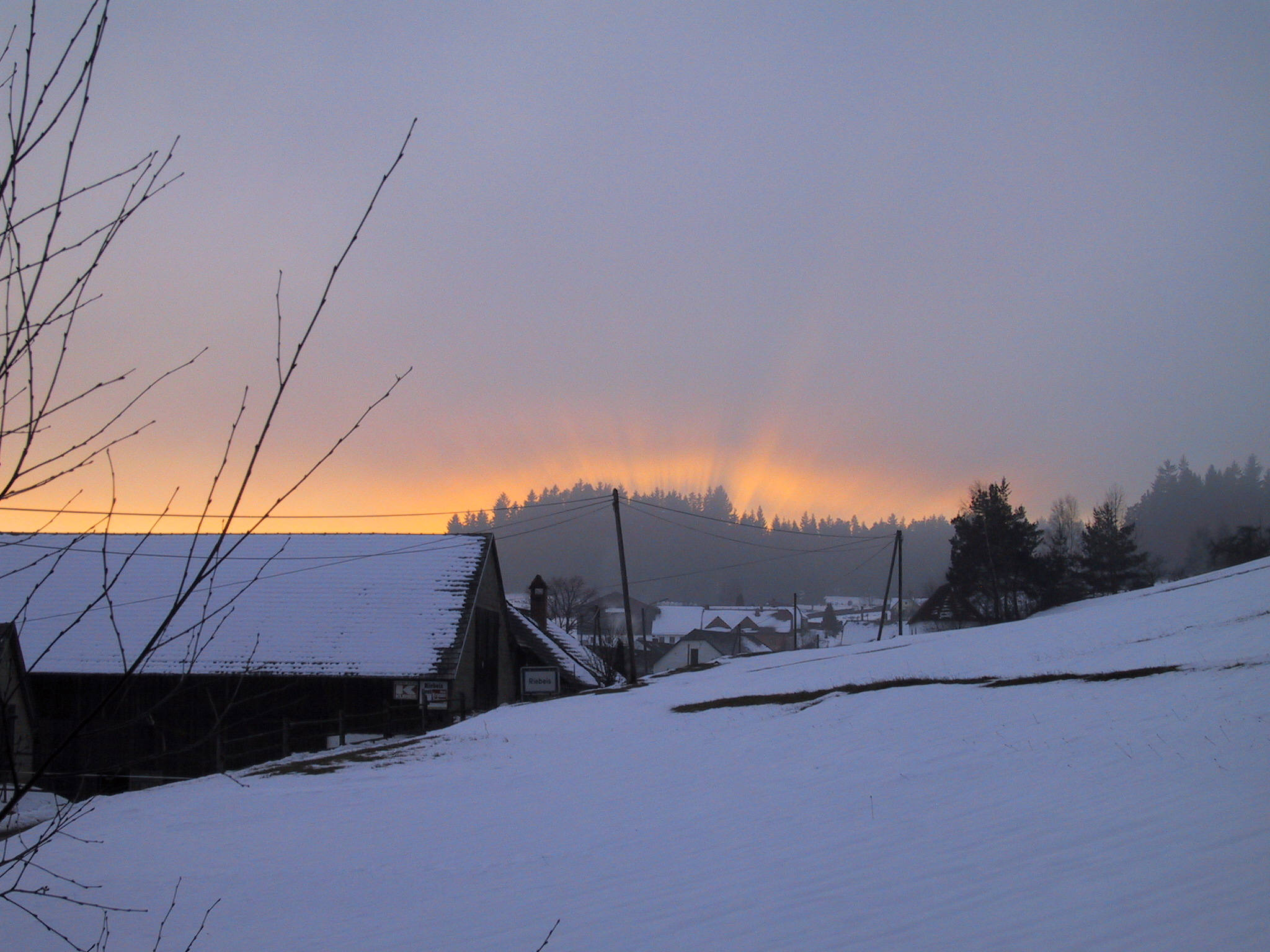
Riebeis im Winter

Die Marktgemeinde Rappottenstein bildet mit den Gemeinden Arbesbach, Groß Gerungs, Langschlag und Altmelon das sogenannte Waldviertler Hochland, das den westlichsten Teil des Bezirkes Zwettl umfasst. Rappottenstein ist geprägt von Waldlandschaften und kleinstrukturierter Landwirtschaft.
Nahe dem Hauptort Rappottenstein, der vom Hauserberg und vom Galgenberg umrahmt wird, beginnt der Kamp an jenem Ort, wo der Große Kamp und Kleine Kamp zusammenfließen.

### Gemeindegliederung
Das Gemeindegebiet umfasst folgende 23 Ortschaften (in Klammern Einwohnerzahl Stand 1. Jänner 2025):
- Aggsbach (14)
- Arnreith (18)
- Dietharts (13)
- Grossgundholz (72)
- Grötschen (7)
- Grünbach (95)
- Hausbach (87)
- Höhendorf (19)
- Kirchbach (151)
- Kleinkamp (20)
- Kleinnondorf (46)
- Lembach (113)
- Neustift (55)
- Oberrabenthan (54)
- Pehendorf (136)
- Pfaffendorf (48)
- Pirkenreith (59)
- Rappottenstein (328)
- Reichenbach (41)
- Riebeis (23)
- Ritterkamp (124)
- Roiten (156)
- Selbitz (57)

Die Gemeinde besteht aus den Katastralgemeinden Dietharts, Gretschen, Großgundholz, Grünbach, Hausbach, Höhendorf, Kirchbach, Kleinnondorf, Lembach, Neustift, Oberrabenthan, Pehendorf, Pfaffendorf, Rappottenstein, Reichenbach, Riebeis, Ritterkamp, Roiten und Selbitz.

### Nachbargemeinden
| Groß Gerungs | Zwettl                                      | Großgöttfritz |
| Arbesbach    | Kompassrose, die auf Nachbargemeinden zeigt | Grafenschlag  |
|              | Schönbach                                   |               |

### Klima
Temperatur: Siehe meteor. Station Stift Zwettl
Jahresmittel: rund 6,5 °C; Jännermittel: −3,0 °C; Julimittel: 16,0 °C.
Winter kalt mit milden Phasen. Nebelarm. Nachtfröste immer möglich.
Sommer kühl. Überdurchschnittliche Sonnenstunden.
Niederschläge: Jahresmittel: etwa 750 mm; Monatsmittel (gerundet) in mm:
1-3:je 40, 4:60, 5:80, 6+7:100, 8:90, 9:60, 10:50, 11+12:je 45.

## Geschichte
Um 1150 gründeten die Kuenringer im Waldviertel zur Sicherung ihres Besitzes eine Reihe von Burgen, deren mächtigste Rappottenstein war. Im Schutze dieser Festung entwickelte sich bald auch der heutige Markt Rappottenstein.
Die Burg, die trotz mehrfacher Belagerung – aufständische Bauern 1597, belgische Hilfstruppen 1619, die Schweden 1645 – nie erobert wurde, gelangte nach den Kuenringern an die Dachsberger (1305), später an die Starhemberger (1423), dann an die protestantischen Landauer (1566) und schließlich durch Kauf an die heutigen Besitzer, die Grafen Abensperg und Traun. Seit dem 14. Jahrhundert besitzt Rappottenstein das Marktrecht und ist damit einer der ältesten Marktorte des Bezirkes.
Aus der Zeit der Burggründung stammt auch die Pfarrkirche, die – ursprünglich romanisch – auch Elemente späterer Baustile aufweist. Rund 100 Jahre war die Pfarre fast zu 100 % protestantisch, und einer der Burgherren stand sogar mit Luther in Briefwechsel.
Der Friedhof – einst rund um die Kirche gelegen – wurde schließlich im Jahre 1823 auf den heutigen Platz verlegt.
Immer wieder gab es im Ort unliebsame Einquartierungen; so logierten Truppen, die 1683 zum Entsatz Wiens unterwegs waren, einige Zeit in Rappottenstein, und auch die Franzosen machten es sich hier bequem.
Im Jahr 1822 wurde der Ort als Dorf mit vierzig Häusern genannt, das eine eigene Pfarrkirche und Schule besaß. Die Herrschaft Rappottenstein besaß die Ortsobrigkeit, übte die Landgerichtsbarkeit aus, besorgte die Konskription und hatte die Grundherrschaft inne.
Beim großen Brand von 1849 wurde der Ort bis auf 7 Häuser eingeäschert. Auch Kirche, Pfarrhof und Schule brannten ab. Unersetzliches Archivmaterial ging dabei verloren. Bereits 1872 wurde in Rappottenstein eine Freiwillige Feuerwehr gegründet. Während in Kirchbach bereits 1893 eine Raiffeisenkasse ihre Dienste anbot, wurde ein solches Institut in Rappottenstein erst 4 Jahre später (1897) gegründet.
Im Jahre 1902 wurde ein Gendarmerieposten mit 3 Beamten errichtet, der heute nicht mehr besteht.
Mit einem gewissen Stolz wird dann 1912 über die Errichtung einer Ortsbeleuchtung berichtet (2 Lampen auf dem Marktplatz).
1933 gründete der damalige Pfarrer Emil Fernand eine Blasmusikkapelle. 1980 wurde nach einigen Jahren Unterbrechung die Trachtenkapelle Rappottenstein gegründet, die auf den Fundamenten der alten Blaskapelle aus dem Jahre 1933 fußt. 1993 wurde ein neues Haus für Musik und Kultur seiner Bestimmung übergeben.
Bereits um 1580 wird von einer Schule in Rappottenstein berichtet. Im Jahre 1943 wurde erstmals in Rappottenstein eine Hauptschule errichtet, die aber 1945 wieder aufgelassen wurde. Unterrichtsbeginn an der heutigen Hauptschule war 1968. Das Volksschulgebäude wurde 1971 neu errichtet.
Mit der Aufhebung der Grundherrschaften wurde der Ort 1849 eine eigenständige Gemeinde, zu dieser gehörten auch die Katastralgemeinden Grünbach, Kleinnondorf, Reichenbach und Ritterkamp sowie die Einzellagen Fischerhäusl, Hammerhäusl, Hofstettenhof, Lebzelterhof, Leitenhof und Schlosshof.
Im Zuge der NÖ. Kommunalstrukturverbesserung wurden Anfang 1967 die Gemeinden Pfaffendorf, Pehendorf und Rappottenstein zur Gemeinde Rappottenstein-Pehendorf fusioniert, 1970 kamen Aggsbach und Arnreith von der Gemeinde Pretrobruck dazu. Mit der Eingemeindung von Roiten Anfang 1971 erfolgte die Rückbenennung in Rappottenstein. Mit Beginn 1972 wurde schließlich die Gemeinde Kirchbach (ohne die KG Kottingnondorf) eingegliedert. Die neue Gemeinde hatte damals rund 2.100 Einwohner in 23 Ortschaften und einer Gesamtfläche von rund 64 km².
Im Jahre 1972 wurde das seitdem gut besuchte Waldbad fertiggestellt.
Seit 1977 gibt es in Rappottenstein einen Kindergarten; der schöne Neubau stammt aus dem Jahre 1989.
In den achtziger Jahren kam es zur Errichtung von zwei Tennisplätzen; die Umkleidekabinen wurden 1993 fertiggestellt. 1983 wurde der Fußballplatz eröffnet.
1987 begann man in Roiten die Errichtung eines Dorfmuseums. Die Eröffnung fand im Jahre 1990 statt. Für den vorbildlichen Bau erhielt die Gemeinde 1991 die „Goldene Kelle“ verliehen.

### Bevölkerungsentwicklung
| Rappottenstein: Einwohnerzahlen von 1869 bis 2025   | Rappottenstein: Einwohnerzahlen von 1869 bis 2025 | Rappottenstein: Einwohnerzahlen von 1869 bis 2025 | Rappottenstein: Einwohnerzahlen von 1869 bis 2025 | Rappottenstein: Einwohnerzahlen von 1869 bis 2025 |
| --------------------------------------------------- | ------------------------------------------------- | ------------------------------------------------- | ------------------------------------------------- | ------------------------------------------------- |
| Jahr                                                |                                                   |                                                   |                                                   | Einwohner                                         |
| 1869                                                | 1869                                              |                                                   | 2.490                                             | 2.490                                             |
| 1880                                                | 1880                                              |                                                   | 2.757                                             | 2.757                                             |
| 1890                                                | 1890                                              |                                                   | 2.704                                             | 2.704                                             |
| 1900                                                | 1900                                              |                                                   | 2.650                                             | 2.650                                             |
| 1910                                                | 1910                                              |                                                   | 2.601                                             | 2.601                                             |
| 1923                                                | 1923                                              |                                                   | 2.434                                             | 2.434                                             |
| 1934                                                | 1934                                              |                                                   | 2.296                                             | 2.296                                             |
| 1939                                                | 1939                                              |                                                   | 2.256                                             | 2.256                                             |
| 1951                                                | 1951                                              |                                                   | 2.184                                             | 2.184                                             |
| 1961                                                | 1961                                              |                                                   | 2.179                                             | 2.179                                             |
| 1971                                                | 1971                                              |                                                   | 2.080                                             | 2.080                                             |
| 1981                                                | 1981                                              |                                                   | 1.919                                             | 1.919                                             |
| 1991                                                | 1991                                              |                                                   | 1.844                                             | 1.844                                             |
| 2001                                                | 2001                                              |                                                   | 1.823                                             | 1.823                                             |
| 2011                                                | 2011                                              |                                                   | 1.746                                             | 1.746                                             |
| 2021                                                | 2021                                              |                                                   | 1.741                                             | 1.741                                             |
| 2025                                                | 2025                                              |                                                   | 1.736                                             | 1.736                                             |
| Quelle(n): Statistik Austria, Gebietsstand 1.1.2021 |                                                   |                                                   |                                                   |                                                   |

## Kultur und Sehenswürdigkeiten

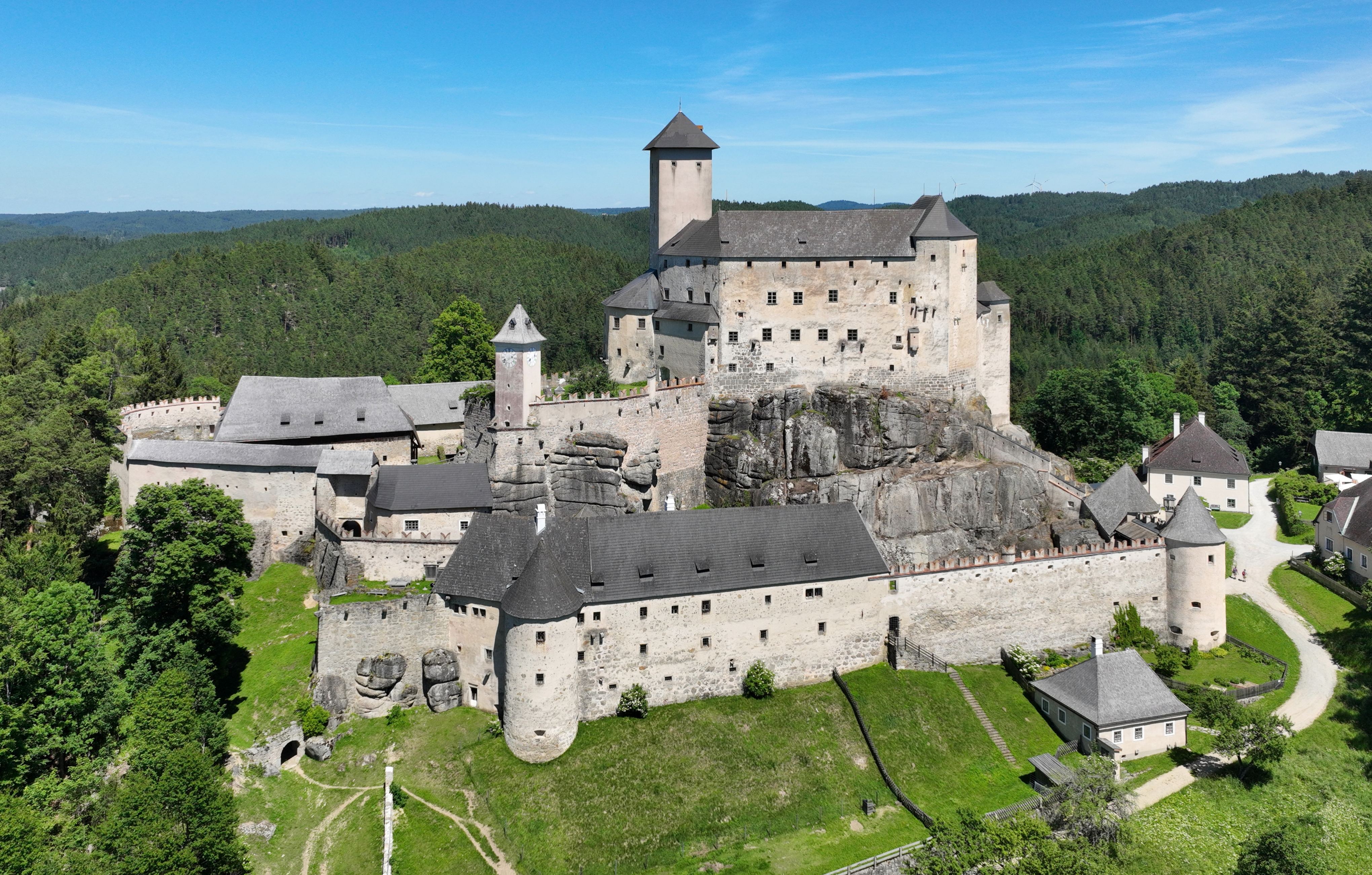
Burg Rappottenstein

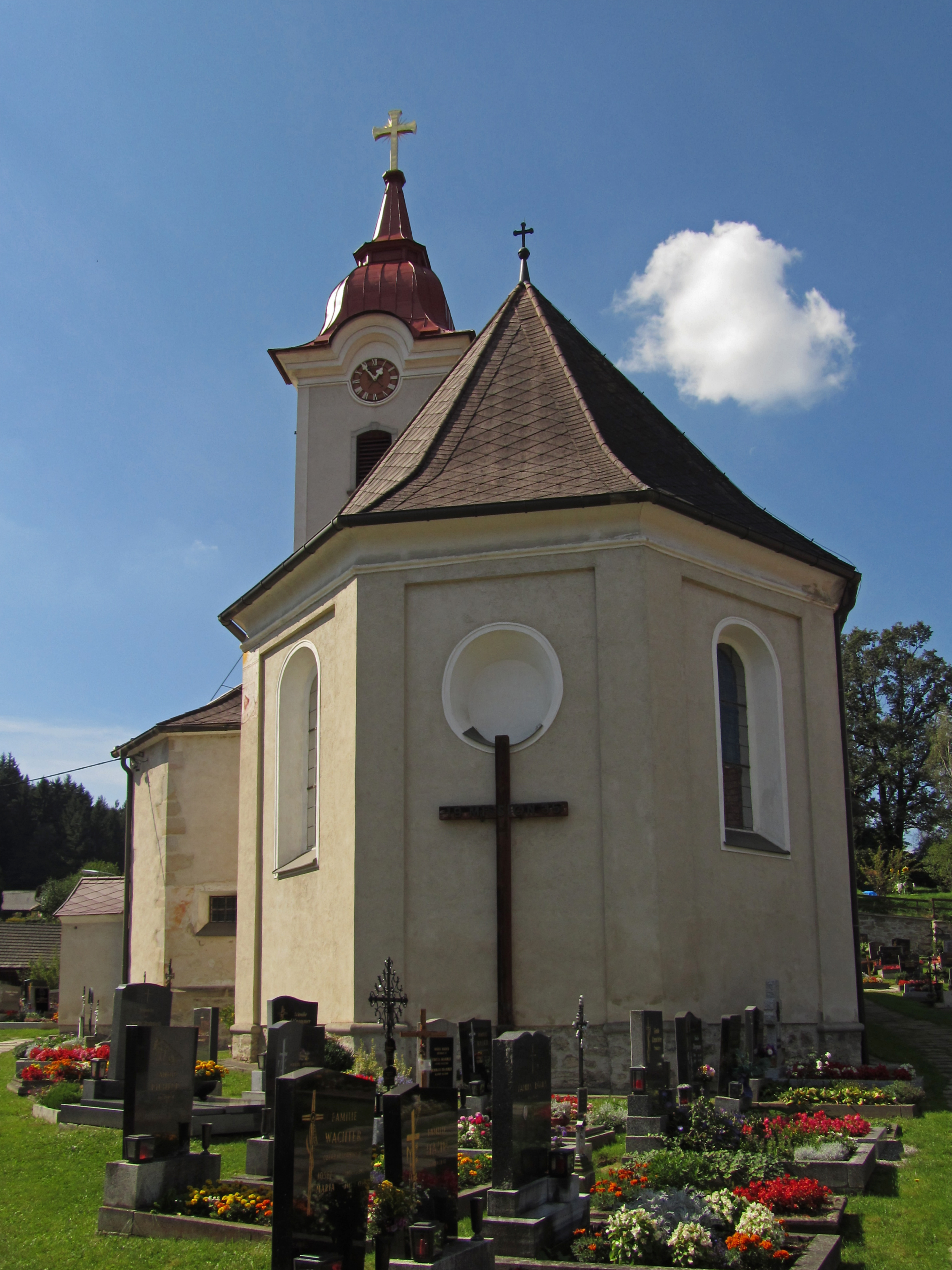
Pfarrkirche Kirchbach

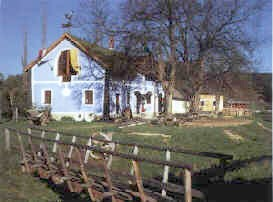
Dorfmuseum Roiten

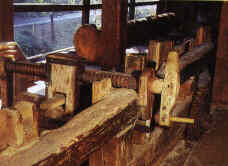
Brettersäge Kirchbach

- Burg Rappottenstein ist eine der wenigen Burgen, die nie erobert und daher nie zerstört wurden. Sie ist ein einmaliges Zeugnis mittelalterlicher Wehrbauten mit Bauelementen aus Romanik, Gotik und Renaissance: Romanik – Turm im Süden. Gotik- Teile des Osttraktes, Burgkapelle, Knappenhalle im Osttrakt, Knappenküche und Archivzimmer. Renaissance – Brauhaus, Arkaden im Westtrakt, 2 Türme beim Eingangstor. Diese beiden Türme weisen als Rarität einen doppelten Wehrerker auf. Die meisten Tore der Burg waren einst durch Zugbrücken gesichert.
- Katholische Pfarrkirche Kirchbach hl. Michael
- Katholische Pfarrkirche Rappottenstein Hll. Peter und Paul
- Dorfmuseum Roiten: Im Dorfzentrum Roitens bietet sich dem Betrachter eine besondere Attraktivität: Das Dorfmuseum Roiten, geplant von Friedensreich Hundertwasser, dem Enfant terrible der internationalen Kunstszene. Neben der sehenswerten architektonischen Linie (Säulen aus Keramik, Grasdach usw.) Hundertwassers bietet das Dorfmuseum eine Dauerausstellung sowie Veranstaltungen (Ausstellungen, Dichterlesungen) mit bekannten Vertretern der Kunst- und Kulturszene. Das 1989 errichtete Museum beinhaltet im Obergeschoß Schaustücke über altes Handwerk: Schuster, Sattler, Schmied, Zimmermann, Brunnenbauer, Bienenzucht, Landwirtschaft, Haushalt, Mühlen und Sägewerke, Waffen und viele andere Kuriositäten. In einem Glasbienenstock sind Carnica-Bienen bei der Honigproduktion zu beobachten. Weiters eine Dokumentation über Schalensteine im Waldviertel und Schuldokumente der aufgelassenen Volksschule. Im Erdgeschoß werden laufend Ausstellungen mit Künstlern und Handwerkern veranstaltet. Sonderausstellungen, Fotodokumentationen, Dichterlesungen und diverse Veranstaltungen ergänzen das vielfältige Angebot des Dorfmuseums.
- Brettersäge Kirchbach: Die alte Brettersäge in Kirchbach repräsentiert besonders anschaulich und umfassend den früher in dieser Region verbreiteten Typus des einfachen, wasserbetriebenen Sägewerkes mit Venetianergatter. Der Besucher erlebt die wesentlichen Teile der Anlage wie Wasserrad, Antrieb, Sägeschlitten und Gatter im Betrieb. Kreissäge und Blochaufzug werden ebenfalls durch Umsetzung der Wasserkraft betrieben. Während im Obergeschoß die einzelnen Arbeitsgänge des Sägebetriebes und anhand der Sägekammer auch die Lebensumstände der damaligen Arbeitswelt unmittelbar vorgezeigt werden, kann im Erdgeschoß über Wasser und Getriebe die einfache, aber wohldurchdachte Umsetzung der Wasserkraft erlebt werden. Den Abschluss bildet ein offen anschließender Museumsraum, in dem anhand von Werkzeugen, Reproduktionen alter Fotos und Beschreibungen das Umfeld der früheren Lebens- und Arbeitswelt anschaulich dargeboten wird. Hundertwasser lebte zeitweise in der Hahnsäge am Kamp nördlich von Roiten, bereits zum Gemeindegebiet von Großgöttfritz gehörend.

### Natur
- Steinerner Torbogen, eine durch Auswitterung entstandene Felsformation

### Theater, Musik
- Klangburg Rappottenstein: Musik und Theater
- Haus der Musik und Kultur
- Trachtenkapelle

### Regelmäßige Veranstaltungen
- Kirtag
- Adventmarkt
- Sportlerfest
- IVV-Wandertag
- Feuerwehrfeste der Feuerwehren des Unterabschnittes
- Maibaumaufstellen in den Ortschaften
- Sautrogrennen der Landjugend Rappottenstein

### Sport
- Zahlreiche Wander-, Reitwege und Mountainbikestrecken
- Tennis
- Fußball
- Badeteich Waldbad
- Skipiste Schidorf Kirchbach
- Skilanglauf
- Eisstockschießen
- Kegeln und Darts
- Modellflugplatz
- Tischtennis

### Filme
- Josef Haslingers Roman Opernball spielt teilweise in Rappottenstein.

## Wirtschaft und Infrastruktur

### Wirtschaftssektoren
Die landwirtschaftlichen Flächen wurden zu vierzig Prozent von 71 Haupterwerbsbetrieben und zu je dreißig Prozent von 122 Nebenerwerbsbetrieben und 5 Personengemeinschaften bearbeitet. Im Produktionssektor arbeiteten beinahe achtzig Prozent der Erwerbstätigen in zwölf Betrieben des Bereiches Herstellung von Waren. Im Dienstleistungssektor sind die sozialen und öffentlichen Dienste und der Handel die größten Arbeitgeber (Stand 2011).
| Wirtschaftssektor            | Anzahl Betriebe | Anzahl Betriebe | Erwerbstätige | Erwerbstätige |
| Wirtschaftssektor            | 2011            | 2001            | 2011          | 2001          |
| ---------------------------- | --------------- | --------------- | ------------- | ------------- |
| Land- und Forstwirtschaft 1) | 202             | 239             | 178           | 144           |
| Produktion                   | 20              | 19              | 123           | 132           |
| Dienstleistung               | 71              | 48              | 183           | 189           |

1) Betriebe mit Fläche in den Jahren 2010 und 1999
| In Rappottenstein wohnen 900 Erwerbstätige. Davon arbeitet etwas mehr als ein Drittel in der Gemeinde, beinahe zwei Drittel pendeln aus. Von den umliegenden Gemeinden kommen 150 Menschen zur Arbeit nach Rappottenstein. Durch das Gemeindegebiet verläuft die Königswiesener Straße B124. | Die zur Anzeige dieser Grafik verwendete Erweiterung wurde dauerhaft deaktiviert. Wir arbeiten aktuell daran, diese und weitere betroffene Grafiken auf ein neues Format umzustellen. (Mehr dazu) |

### Öffentliche Einrichtungen
In der Gemeinde gibt es einen Kindergarten, eine Volksschule und eine Mittelschule.

## Politik

### Gemeinderat
Der Gemeinderat hat 19 Mitglieder.
- Mit den Gemeinderatswahlen in Niederösterreich 1990 hatte der Gemeinderat folgende Verteilung: 15 ÖVP und 4 SPÖ.
- Mit den Gemeinderatswahlen in Niederösterreich 1995 hatte der Gemeinderat folgende Verteilung: 14 ÖVP und 5 SPÖ.[15]
- Mit den Gemeinderatswahlen in Niederösterreich 2000 hatte der Gemeinderat folgende Verteilung: 14 ÖVP, 3 SPÖ und 2 FPÖ.[16]
- Mit den Gemeinderatswahlen in Niederösterreich 2005 hatte der Gemeinderat folgende Verteilung: 15 ÖVP und 4 SPÖ.[17]
- Mit den Gemeinderatswahlen in Niederösterreich 2010 hatte der Gemeinderat folgende Verteilung: 16 ÖVP und 3 SPÖ.[18]
- Mit den Gemeinderatswahlen in Niederösterreich 2015 hatte der Gemeinderat folgende Verteilung: 15 ÖVP und 4 SPÖ.[19]
- Mit den Gemeinderatswahlen in Niederösterreich 2020 hatte der Gemeinderat folgende Verteilung: 15 ÖVP und 4 SPÖ.[20]
- Mit den Gemeinderatswahlen in Niederösterreich 2025 hat der Gemeinderat folgende Verteilung: 15 ÖVP und 4 SPÖ.[21]

### Bürgermeister
- 1993–2015 Friedrich Wagner (ÖVP)[22]
- seit 2015 Josef Wagner (ÖVP)[23]

### Wappen
In von silber und schwarz gevierten Schild je ein vierzackiger Stern in der Gegenfarbe.

## Persönlichkeiten
Söhne und Töchter der Gemeinde
- Johann Werndl (1887–1938), Lehrer, Politiker und Abgeordneter zum Landtag von Niederösterreich
- Eduard Pernkopf (1888–1955), Anatom und Nationalsozialist

Ehrenbürger der Gemeinde
- 2015: Friedrich Wagner, Altbürgermeister[22]